# Pseuduvaria
Pseuduvaria é um género botânico pertencente à família Annonaceae.

## Espécies
Pseuduvaria contains the following species:
- Pseuduvaria acerosa Y.C.F.Su & R.M.K.Saunders
- Pseuduvaria aurantiaca (Miq.) Merr.
- Pseuduvaria beccarii (Scheff.) J.Sinclair
- Pseuduvaria borneensis Y.C.F.Su & R.M.K.Saunders
- Pseuduvaria brachyantha Y.C.F.Su & R.M.K.Saunders
- Pseuduvaria bruneiensis Y.C.F.Su & R.M.K.Saunders
- Pseuduvaria calliura Airy Shaw
- Pseuduvaria cerina J.Sinclair
- Pseuduvaria clemensiae Y.C.F.Su & R.M.K.Saunders
- Pseuduvaria coriacea Y.C.F.Su & R.M.K.Saunders
- Pseuduvaria costata (Scheff.) J.Sinclair
- Pseuduvaria cymosa (J.Sinclair) Y.C.F.Su & R.M.K.Saunders
- Pseuduvaria dielsiana (Lauterb.) J.Sinclair
- Pseuduvaria dolichonema (Diels) J.Sinclair
- Pseuduvaria filipes (K.Schum. & Lauterb.) J.Sinclair
- Pseuduvaria fragrans Y.C.F.Su, Chaowasku & R.M.K.Saunders
- Pseuduvaria froggattii (F.Muell.) Jessup[2]
- Pseuduvaria galeata J.Sinclair
- Pseuduvaria gardneri Y.C.F.Su, Chaowasku & R.M.K.Saunders
- Pseuduvaria glabrescens (Jessup) Y.C.F.Su & R.M.K.Saunders
- Pseuduvaria glossopetala Y.C.F.Su & R.M.K.Saunders
- Pseuduvaria grandifolia (Warb.) J.Sinclair
- Pseuduvaria hylandii Jessup[3]
- Pseuduvaria kingiana Y.C.F.Su & R.M.K.Saunders
- Pseuduvaria latifolia (Blume) Bakh.f.
- Pseuduvaria lignocarpa J.Sinclair
- Pseuduvaria luzonensis (Merr.) Y.C.F.Su & R.M.K.Saunders
- Pseuduvaria macgregorii Merr.
- Pseuduvaria macrocarpa (Burck) Y.C.F.Su & R.M.K.Saunders
- Pseuduvaria macrophylla Oliv. Merr
- Pseuduvaria megalopus (K.Schum.) Y.C.F.Su & Mols
- Pseuduvaria mindorensis Y.C.F.Su & R.M.K.Saunders
- Pseuduvaria mollis (Warb.) J.Sinclair
- Pseuduvaria monticola J.Sinclair
- Pseuduvaria mulgraveana Jessup[4]
  - var. glabrescens Jessup[5]
- Pseuduvaria multiovulata (C.E.C.Fisch.) J.Sinclair
- Pseuduvaria nervosa J. Sincl.
- Pseuduvaria nova-guineensis J.Sinclair
- Pseuduvaria obliqua Y.C.F.Su & R.M.K.Saunders
- Pseuduvaria oxycarpa (Boerl. ex Koord.-Schum.) Y.C.F.Su & R.M.K.Saunders
- Pseuduvaria pamattonis (Miq.) Y.C.F.Su & R.M.K.Saunders
- Pseuduvaria parvipetala Y.C.F.Su & R.M.K.Saunders
- Pseuduvaria philippinensis Merr.[6]
- Pseuduvaria phuyensis (R.M.K.Saunders, Y.C.F.Su & Chalermglin) Y.C.F.Su & R.M.K.Saunders
- Pseuduvaria prainii (King) Merr.
- Pseuduvaria pulchella (Diels) J.Sinclair
- Pseuduvaria reticulata (Blume) Miq.[7]
- Pseuduvaria rugosa (Blume) Merr.[8]
- Pseuduvaria sessilicarpa (J.Sinclair) Y.C.F.Su & R.M.K.Saunders
- Pseuduvaria sessilifolia J.Sinclair
- Pseuduvaria setosa (King) J.Sinclair
- Pseuduvaria silvestris (Diels) J.Sinclair
- Pseuduvaria subcordata Y.C.F.Su & R.M.K.Saunders
- Pseuduvaria taipingensis J.Sinclair
- Pseuduvaria trimera (Craib) Y.C.F.Su & R.M.K.Saunders[9]
- Pseuduvaria unguiculata (Elmer) Y.C.F.Su & R.M.K.Saunders
- Pseuduvaria villosa Jessup[10]